# Carol Higgins Clark
Carol Higgins Clark (Nueva York, 28 de julio de 1956-Los Ángeles, 12 de junio de 2023) fue una escritora estadounidense de novelas de misterio. Hija de la escritora Mary Higgins Clark, con la que escribió varias novelas.

## Introducción
Nació en Nueva York y se crio en Nueva Jersey. Tiene cuatro hermanos. Se graduó en el Mount Holyoke College. Mientras estudiaba la carrera ayudó a su madre a transcribir sus borradores, cambiando a veces el nombre de los lugares y/o personajes, y así es como empezó en este mundo. De sus hermanos, es la única que escribe, aunque tiene una cuñada que también es novelista, Mary Jane Clark.
Sus novelas están protagonizadas por el mismo personaje, la detective Regan Reilly. También escribe guiones de cine y televisión.

## Algo más
Al graduarse quiso dedicarse a la actuación y comenzó a estudiar para ello en Beverly Hills. En 1975 protagonizó ¿Quién mató a Amy Lang? la cual se emitió en Good Morning America. Actuó en la obra de Wendy Wassersein, La mujer poco común. También hizo el papel principal en la película basada en la novela de su madre Un grito en la noche.

## Novelas
- Decked, 1992. No publicada en español.
- Snagged, 1993. No publicada en español.
- Iced, 1995. No publicada en español.
- Twanged, 1998. No publicada en español.
- Ojos de diamante (Fleeced, 2001)
- Suerte esquiva (Jinxed, 2002)
- Amor en directo (Popped, 2003)
- La Mujer del collar (Burned, 2005)
- Hitched, 2006. No publicada en español.
- Laced, 2007. No publicada en español.
- Zapped, 2008. No publicada en español.
- Cursed, 2009. No publicada en español.
- Wrecked, 2010. No publicada en español.
- Mobbed, 2011. No publicada en español.
- Gypped, 2012. No publicada en español.
- Knocked , 2015. No publicada en español.

Co-autora con su madre
- Secuestro en Nueva York (Deck the halls, 2000)
- Última oportunidad (He sees you when you're sleeping, 2001)
- El ladrón de la Navidad (The Christmas thief, 2004)
- Misterio en alta mar (Santa cruise, 2008)
- Todo está tranquilo (Dashing through the snow, 2008)